# Cor du Buy

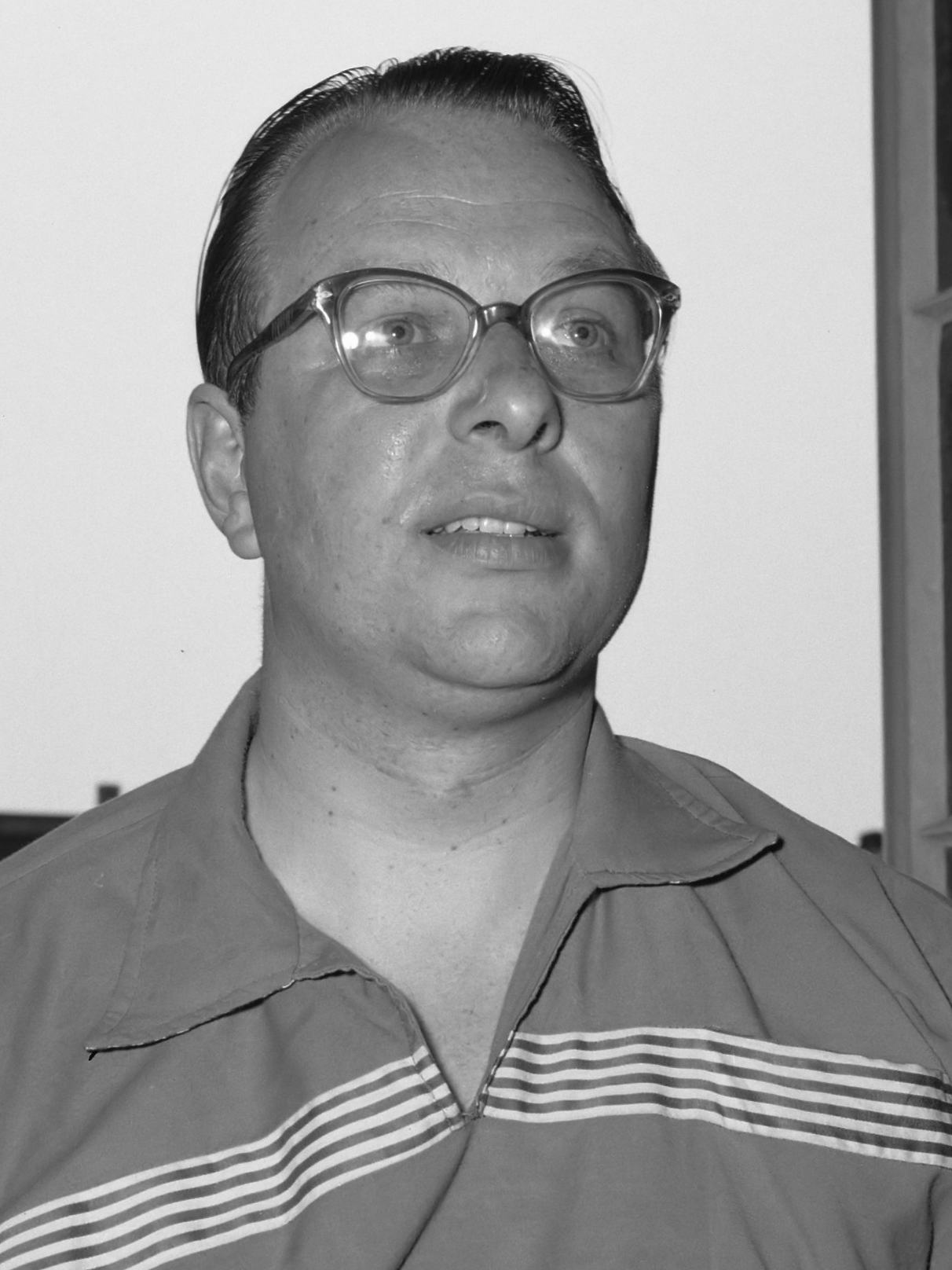
Cor du Buy (1956)

Cornelis (Cor) du Buy (Amsterdam, 8 januari 1921 – Amstelveen, 11 november 2011) was een Nederlands tafeltennisser. Hij werd negenmaal Nederlands kampioen in het enkelspel, achtmaal in het herendubbelspel en vijfmaal in het gemengd dubbelspel. Zijn carrière begon in 1937 toen hij als zestienjarige zijn eerste nationale titel in het enkelspel behaalde. Deze duurde tot 1955, toen hij zijn negende titel behaalde.

## Tafeltennis
Du Buy leerde tafeltennissen thuis op de keukentafel met partijtjes tegen zijn vader Cor sr. en met zijn uit Limburg afkomstige moeder als scheidsrechter. In de oorlogstijd weigerde hij meerdere malen aan het Nederlands kampioenschap mee te doen omdat hij de wedstrijden boycotte waarvan Joodse sporters waren uitgesloten. Zijn palmares zou anders waarschijnlijk nog groter zijn geweest. In de jaren veertig en vijftig was Du Buy lange tijd onverslaanbaar en was hij de beste in zijn sport. Hij speelde demonstratiewedstrijden waarin hij partijen won die hij zittend in een stoel speelde, terwijl zijn tegenstander vrij mocht rondlopen.

## Zakenleven en politiek
Op achttienjarige leeftijd richtte Du Buy in 1939, als HBS-student, zijn eigen firma 'Cor du Buy' op. Hij importeerde tafeltennisballetjes, stempelde zijn naam erop en verkocht die aan sportwinkels. Na de oorlog maakte zijn broer Jaap de firma in tafeltennistafels en andere tafeltennisattributen groot en werd het merk Cor du Buy een begrip. 
In 1956 beëindigde Cor du Buy zijn tafeltenniscarrière en twee jaar later nam hij als lijstaanvoerder namens de nieuw opgerichte “Sportbelangen-partij” deel aan de gemeenteraadsverkiezingen in Amsterdam. Hij kon met 10.438 voorkeurstemmen als enige voor de partij een zetel bemachtigen. Onder het motto “het allerbeste voor de sport in Amsterdam” werd hij in de raad een groot pleitbezorger voor het bouwen van nieuwe sportaccommodaties.
In 1960 stelde hij geheel onverwacht zijn raadszetel ter beschikking en emigreerde hij met zijn gezin naar Australië waar hij vertegenwoordiger werd bij een kennis zakenman die Nederlandse producten importeerde voor Australische landgenoten. Na twee jaar had hij het echter al gezien en keerde hij terug naar Nederland en maakte en passant een comeback in de Nederlandse tafeltenniscompetitie. In 1964 werd hij voor een periode van twee jaar bondscoach van de NTTB.
In 1968 werd door de firma N.V. Cor du Buy een kort geding aangespannen tegen de jonge Ajax-speler Johan Cruijff wegens het niet nakomen van het contract voor het dragen van (gratis) voetbalschoenen van het merk Puma tijdens wedstrijden en trainingen van Ajax. Cruijff gaf als reden aan dat het schoeisel niet geschikt was voor zijn gevoelige voeten en wenste bovendien een hogere vergoeding als hij werd verplicht tot het dragen hiervan. Cruijff verloor het geding en de N.V. Cor du Buy en Puma lieten beslag leggen op een deel van de gage van de Ajacied. Uiteindelijk kwam men met Puma tot een vergelijk door Cruijff toe te staan om ‘zijn’ Adidas-schoenen te dragen waarvan de merknaam was verwijderd.
In 1979 werd de fabriek in Baarn door de gebroeders du Buy verkocht waarna in 1981 het faillissement volgde. 
Du Buy had drie kinderen (Cor jr., Carly en Michel) en twee kleinkinderen. Samen met zijn zoons had hij een tennispark in Bergen met de naam De Bedriegertjes, vernoemd naar de voormalige speeltuin die op deze plek lag. Hij verkocht dit later en keerde samen met zijn vrouw terug naar Amsterdam.

## Eerbewijzen
Du Buy werd benoemd tot erelid (1956) en tot bondsridder (2011) van de NTTB. Tijdens de openingsceremonie van de WK Tafeltennis in Rotterdam op 7 mei 2011 ontving Cor du Buy van de Internationale Tafeltennisfederatie (ITTF) de prestigieuze ITTB Merit Award voor zijn verdiensten voor de ontwikkeling van het mondiale tafeltennis. 
Hij heeft 92 interlands voor Nederland gespeeld.
- International Standard Name Identifier: 0000 0003 8730 3081
- Nederlandse Thesaurus van Auteursnamen: 146900863
- Virtual International Authority File: 280182177